# آرثر هيل
آرثر هيل (بالإنجليزية: Arthur Hill)‏ (و. 1922 – 2006 م) هو ممثل مسرحي، وممثل أفلام، من كندا، توفي في لوس أنجلوس، عن عمر يناهز 84 عاماً.

## التعليم
تعلم في جامعة كولومبيا البريطانية.

## جوائز
حصل على جوائز منها:
- جائزة توني لأفضل ممثل في مسرحية  [لغات أخرى]‏ (1963).

## وصلات خارجية
- آرثر هيل على موقع IMDb (الإنجليزية)
- آرثر هيل على موقع ألو سيني (الفرنسية)
- آرثر هيل على موقع تيرنر كلاسيك موفيز (الإنجليزية)
- آرثر هيل على موقع أول موفي (الإنجليزية)
- آرثر هيل على موقع قاعدة بيانات برودواي على الإنترنت (الإنجليزية)
- آرثر هيل على موقع قاعدة بيانات الأفلام السويدية (السويدية)
- آرثر هيل على موقع إن إن دي بي (الإنجليزية)
- آرثر هيل على موقع قاعدة بيانات الفيلم (الإنجليزية)
- آرثر هيل على موقع كينوبويسك (الروسية)